# Anya Monzikova
Anna Monzikova (en ruso: А́нна Мо́нзикова; nació el 25 de agosto de 1984) es una modelo  y actriz ruso-estadounidense. 

## Vida personal

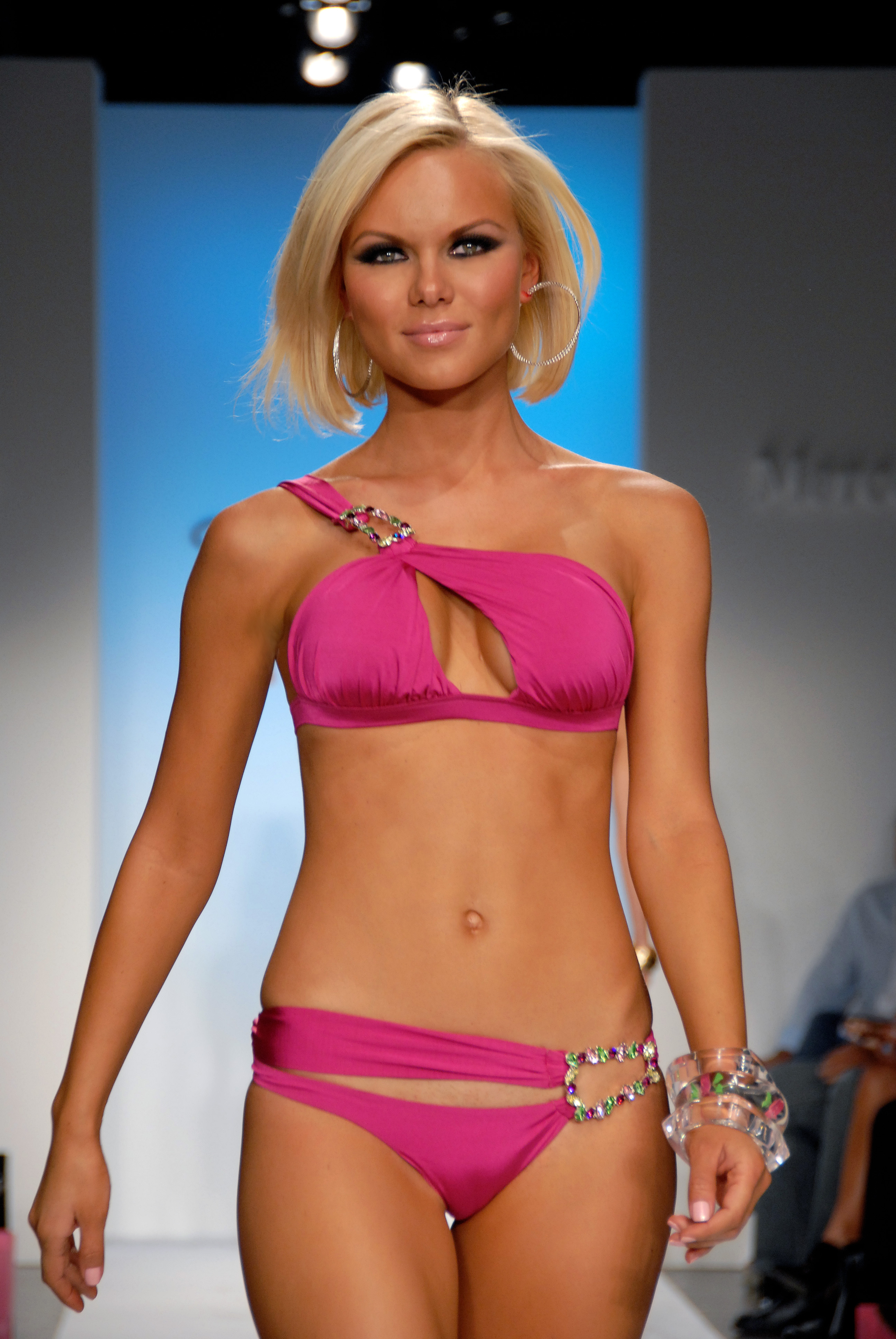
Anya Monzikova desfilando por la pasarela de "Beach Bunny Swimwear" durante la Semana de la Moda de Los Ángeles, 13 de octubre de 2008 - Culver City, CA.

Monzikova nació en Vologda, República Soviética de Rusia, Unión Soviética. Vivió en Rusia hasta la edad de ocho años, cuando se mudó a Florida. Después de graduarse de la escuela secundaria, se mudó de nuevo a Los Ángeles, California para seguir una carrera en la actuación. En la actualidad está estudiando  Wushu y tomar clases de acrobacia, por lo que pueden hacer sus propias escenas de riesgo cuando es la estrella en una película de acción.

## Carrera
En 2006, se convirtió en una modelo en NBC, en un exitoso programa de juego, Deal or No Deal retención de casos #10.
Actualmente aparece en el canal de HDNet de televisión como copresentadora del programa original Get Out! e incluye, chicas viajando por el mundo y experimentan todo lo que una ciudad tenga que ofrecer. Anya es coanfitriona en los episodios de Belice (Ciudad de Belice, Caye Caulker, Cayo Goff, Cayo sargento, Spa Maruba, y del pueblo Maskall) y un episodio de México (Xel-Ha). Get Out! también es organizada por compañeros de Anya Deal or No Deal modelo de Lindsay Clubine. En 2006 fue clasificada como 100 personas más hermosas de la revista "People". 
En 2007, interpretó el personaje del ángel de la pintura "The Wounded Angel" en el video musical Amaranth, el segundo sencillo de  Dark Passion Play, el álbum de la banda metal provenmiente  Finlandia Nightwish. Ella es también el modelo para el personaje: "Joanna Dark" del juego de vídeo: Perfect Dark Zero.
Anya es presentada en una sesión de fotos en el mes de agosto de 2007 en la revista Stuff. 
Apareció en la portada de Revista Runway junto con otras siete modelos de Deal Deal con una característica en el interior.
- Ella fue también cuenta para el producto "Skin-it", en anuncios de televisión de la compañía.

- Apareció en la película de 2009 Surrogates.

- Tuvo un papel de estrella invitada, Ivana Alejandrovna, en Knight Rider.

- Anya interpretó a Rebecca en la película de 2010 Iron Man 2.[1]

La grabación de un piloto de comedia llamado Nat & Olga, ella interpreta el papel principal serie de Nat.

## Filmografía
| Año       | Título                         | personaje                | Notas |
| --------- | ------------------------------ | ------------------------ | --- |
| 2005      | Gigi                           | Bella mujer              | Television movie                                                                                            |
| 2006      | Deal or no deal                | modelo                   | |
| 2006      | The Tonight Show with Jay Leno | modelo                   | |
| 2007      | Jimmy Kimmel Live!             | modelo                   | |
| 2007      | Medium                         | Heads Will Roll (modelo) | Modelo (sin acreditar)                                                                                      |
| 2007      | Cane                           | Katrina                  | serie de televisión                                                                                         |
| 2007      | CSI: Miami                     | Richie Rita              | |
| 2008      | C.S.I.                         | Jessica Jaynes           | serie de televisión                                                                                         |
| 2008      | Tropic Thunder                 | Presentadora del trofeo  | (sin acreditar)                                                                                             |
| 2008      | life                           | Lex                      | 1 episodio                                                                                                  |
| 2008      | Playing with Fire              | Marie                    | |
| 2008-2009 | Knight Rider                   | Ivana Alexandrovna       | Don't Stop the Knight (2009) … Ivana Alexandrovna, Knight Rider (2008) … Ivana Alexandrovna (sin acreditar) |
| 2009      | Surrogates                     | bella mujer              | |
| 2010      | Iron Man 2                     | Rebeka                   | |
| 2011      | Femme Fatales                  | Darla Mckendrick         | |